# Transformata z gwiazdką
Transformata z gwiazdką, transformata gwiazdkowana (ang. star transform, starred transform) – dyskretnoczasowa wersja transformaty Laplace’a reprezentująca idealny układ próbkujący z okresem {\displaystyle T.}
Transformata z gwiazdką podobna jest do transformaty Z ze zwykłą zamianą zmiennych, ale transformata z gwiazdką w sposób jawny identyfikuje każdą próbkę w wyrażeniach okresu próbkowania {\displaystyle T,} podczas gdy transformata Z odnosi się tylko do każdej próbki poprzez wartość indeksu liczb całkowitych.
Nazwa transformata z gwiazdką powstała z uwagi na to, że w notacji tej transformaty (podobnie jak w przypadku notacji sygnału spróbkowanego) stosuje się bardzo często gwiazdkę.
Odwrotność transformaty z gwiazdką reprezentuje sygnał spróbkowany z okresem {\displaystyle T.} Odwrotna transformata z gwiazdką nie jest oryginalnym sygnałem, ale zamiast tego spróbkowaną wersją sygnału oryginalnego.
Zależność pomiędzy poszczególnymi reprezentacjami można zapisać następująco:
{\displaystyle x(t)\to X^{*}(s)\to x^{*}(t).}

## Definicja
Transformatę z gwiazdką formalnie można zdefiniować jako:
{\displaystyle X^{*}(s)=\sum _{k=0}^{\infty }x(kT)e^{-kTs},}
aby lepiej pokazać związek z transformatą Laplace’a powyższe równanie można też zapisać:
{\displaystyle F^{*}(s)={\mathcal {L}}^{*}[f(t)]=\sum _{k=0}^{\infty }f(kT)e^{-kTs}.}

## Związek z transformatą Laplace’a
Związek transformaty gwiazdkowanej z transformatą Laplace’a można pokazać, biorąc residua transformaty Laplace’a danej funkcji:
{\displaystyle X^{*}(s)=\sum {\bigg [}{\text{residua}}~X(\lambda ){\frac {1}{1-e^{-T(s-\lambda )}}}{\bigg ]}_{{\text{w miejscach biegunow}}X(\lambda )}}
lub
{\displaystyle X^{*}(s)={\frac {1}{T}}\sum _{m=-\infty }^{\infty }X(s+jm\omega _{s})+{\frac {x(0)}{2}},}
gdzie {\displaystyle \omega _{s}} to częstość kątowa próbkowania taka, że {\displaystyle \omega _{s}={\frac {2\pi }{T}}.}

## Związek z transformatą Z
Związek transformaty gwiazdkowanej z transformatą Z można pokazać poprzez następujące podstawienie zmiennych:
{\displaystyle z=e^{Ts}.}
Warto przy tym zauważyć, że w dziedzinie transformaty Z traci się informację o okresie próbkowania {\displaystyle T.}

## Własności transformaty z gwiazdką
Własność 1
{\displaystyle X^{*}(s)} jest okresowa na płaszczyźnie S z okresem {\displaystyle j\omega _{s}.}
{\displaystyle X^{*}(s+jm\omega _{s})=X^{*}(s)}
Własność 2
Jeśli {\displaystyle X(s)} ma biegun w punkcie {\displaystyle s=s_{1},} wówczas {\displaystyle X^{*}(s)} ma bieguny dla {\displaystyle s=s_{1}+jm\omega _{s},} gdzie {\displaystyle m=0,\pm 1,\pm 2,\dots }